# Vimana

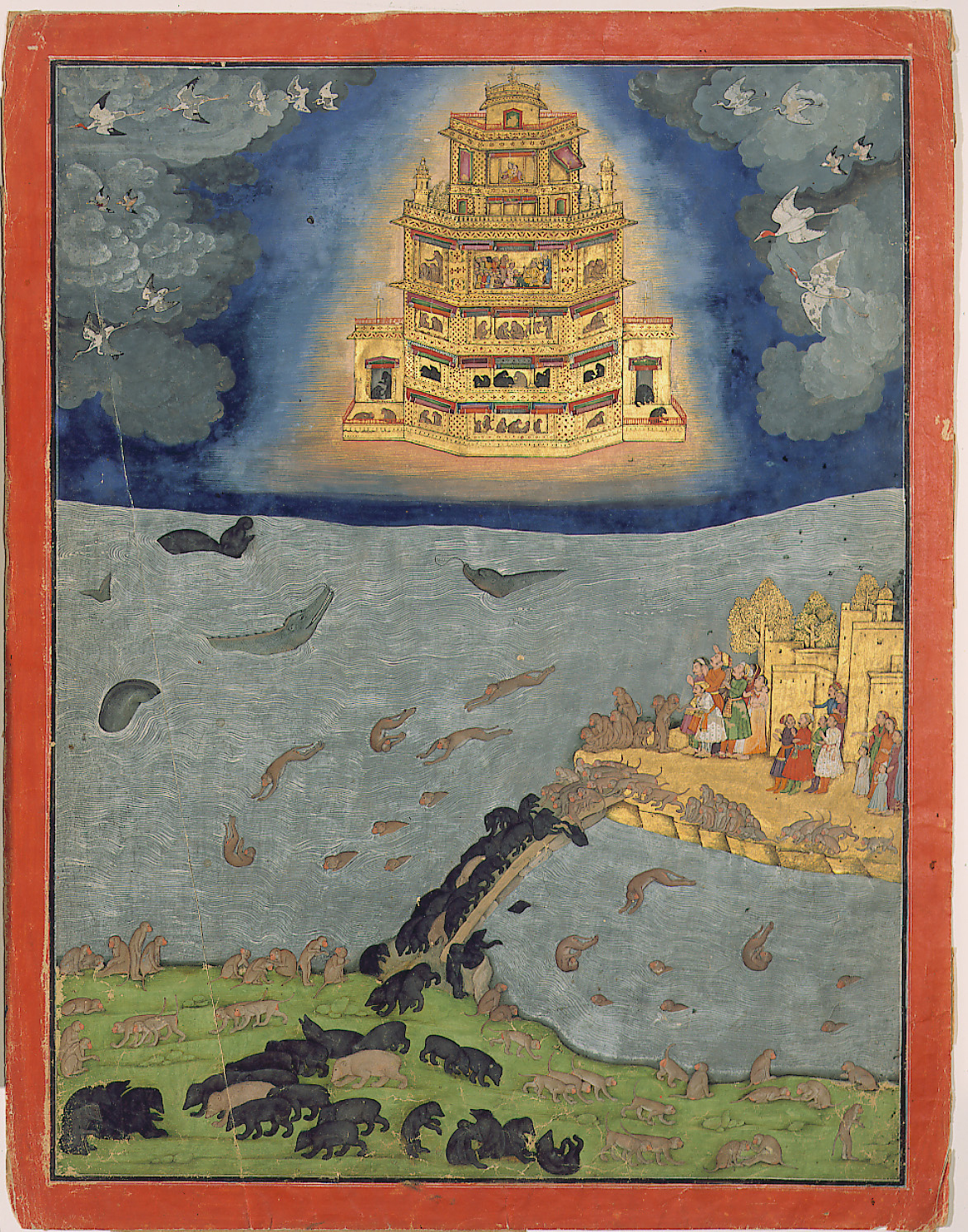
Một Pushpaka vimana đang bay trên trời.

Vimāna là những pháo đài bay hoặc cỗ chiến xa trong thần thoại được mô tả trong các thư tịch Hindu và sử thi tiếng Phạn. Pushpaka Vimana của vua Ravana (đã lấy được từ vị Chúa tể Kubera; Rama trả lại cho Kubera) là ví dụ được trích dẫn nhiều nhất của một vimana. Vimana cũng được đề cập đến trong nguồn thư tịch Jain.

## Từ nguyên học

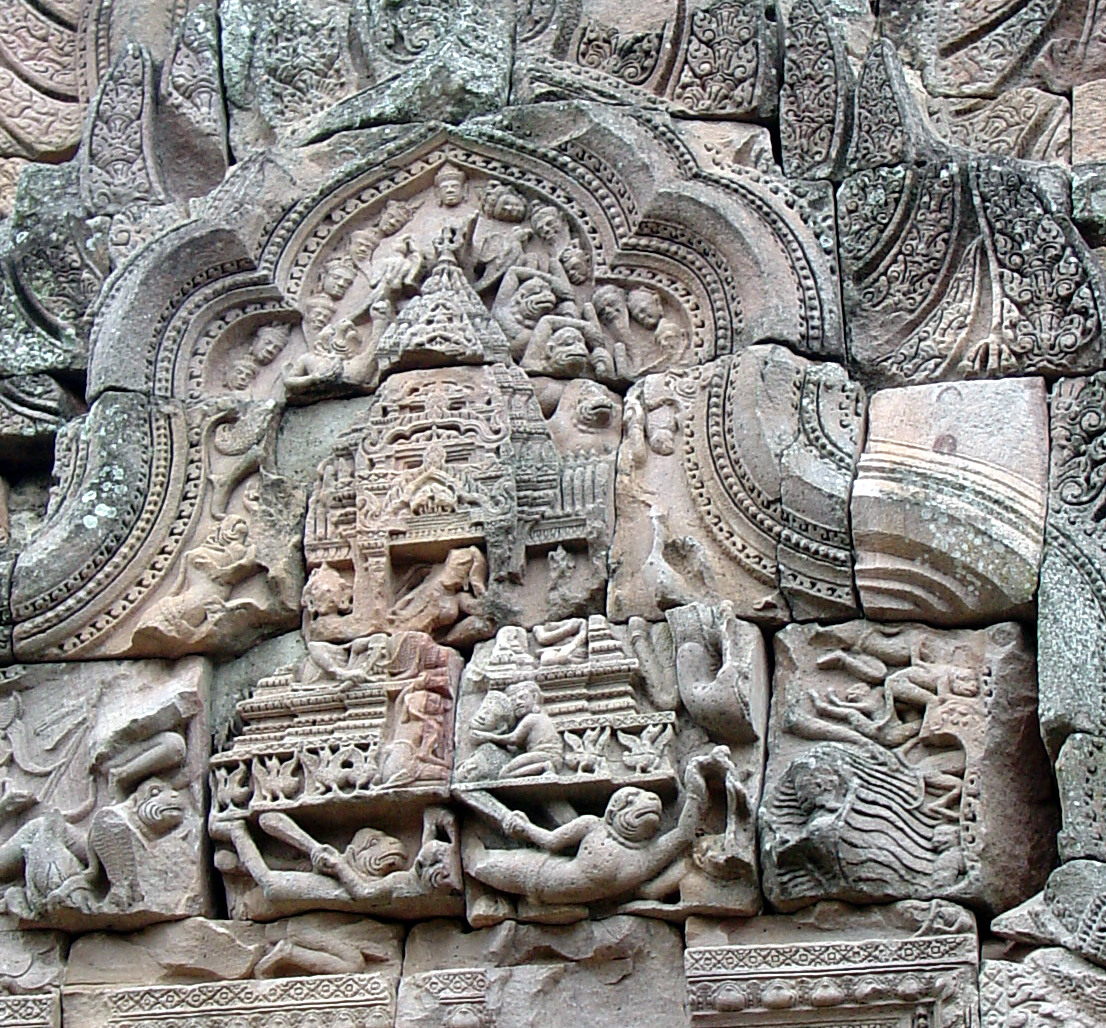
Tranh điêu khắc đá Pushpaka vimana, như một ngôi đền bay trên bầu trời.

Từ tiếng Phạn vi-māna (विमान) theo nghĩa đen có nghĩa là "vượt qua, đi qua" hoặc "đã vượt ra ngoài". Monier Monier-Williams định nghĩa Vimana như "một chiếc xe hoặc cỗ chiến xa của các vị thần, bất kỳ chiếc xe trên không tự vận hành nào đôi khi đóng vai trò như một chỗ ngồi hoặc ngai vàng, đôi khi tự di chuyển và mang người lái xuyên qua bầu không khí; những đoạn văn miêu tả khác khiến Vimana trông giống hệt một ngôi nhà hoặc cung điện, và một loại được cho là cao tới bảy tầng", và trích dẫn Pushpaka Vimana của Ravana là một ví dụ. Nó có thể biểu thị bất kỳ chiếc xe hoặc loại phương tiện nào, đặc biệt là một cỗ quan tài hoặc một con tàu cũng như tòa cung điện của một vị hoàng đế, đặc biệt là với bảy tầng lầu. Trong một số thứ phương ngữ Ấn Độ hiện nay như Tamil, Malayalam, Telugu và Hindi, vimana hoặc vimanam đều có nghĩa là "máy bay", ví dụ như tên gọi của thị trấn Vimanapura (ngoại ô Bangalore) và Vimannagar, một thị trấn ở Pune. Trong văn cảnh khác, Vimana là một đặc điểm trong kiến trúc đền thờ Hindu.

## Kinh Veda

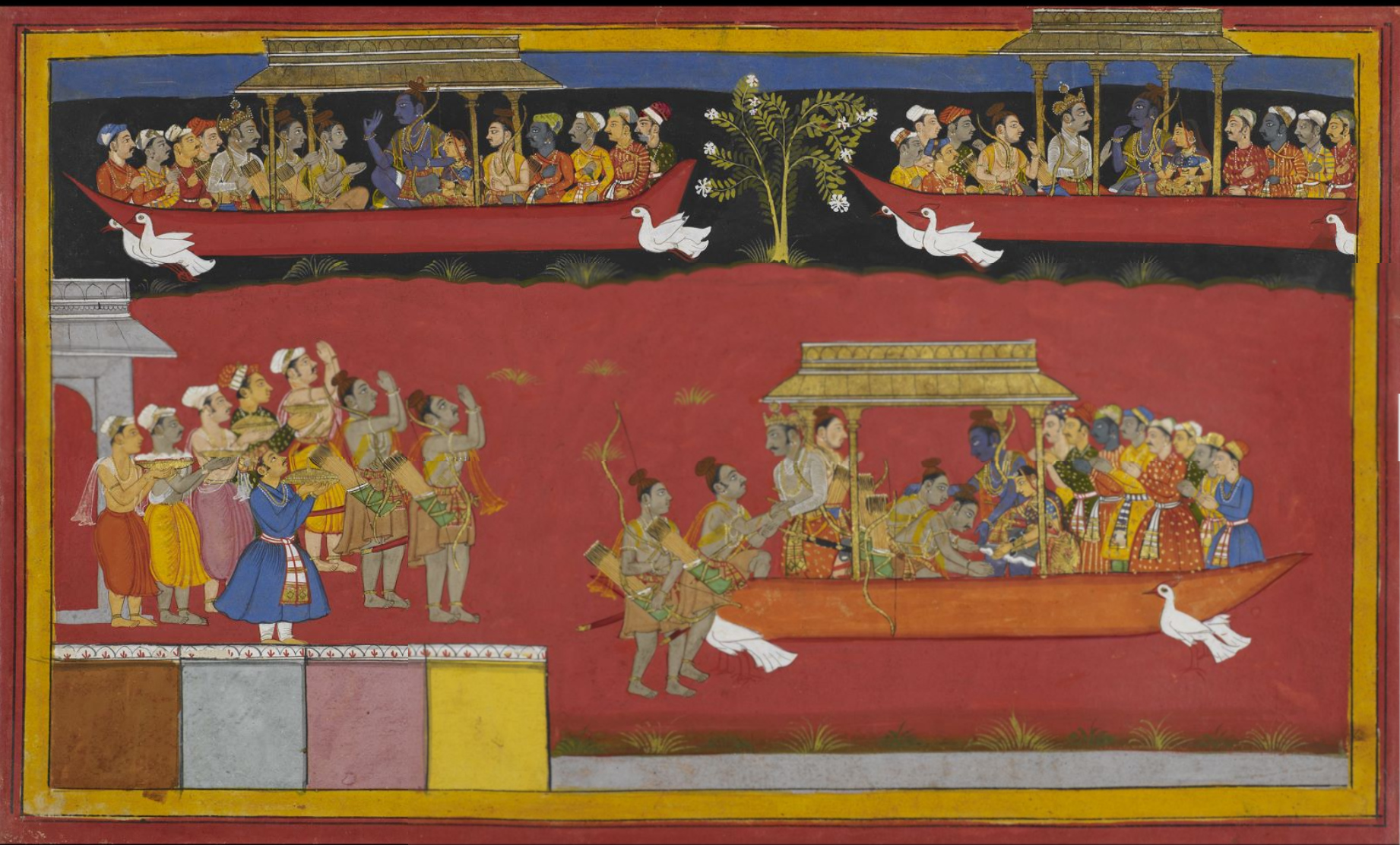
Pushpaka vimana mô tả ba lần, hai lần bay trên bầu trời và một lần hạ cánh trên mặt đất.

Tiền thân của những chiếc vimana bay trong các bộ sử thi tiếng Phạn là những chiếc xe ngựa bay được các vị thần khác nhau sử dụng trong kinh Veda: Mặt Trời (xem xe ngựa Mặt Trời) và Indra và một số vị thần Veda khác được vận chuyển bằng những chiếc xe ngựa bay được kéo bởi động vật, thường là ngựa.
Các bản kinh Rigveda hiện nay không nhắc đến Vimana, nhưng những câu thơ RV 1.164.47-48 đã được lấy làm bằng chứng cho ý tưởng về "giống chim cơ khí":
47.  kṛṣṇáṃ niyânaṃ hárayaḥ suparṇâ / apó vásānā dívam út patanti
 tá âvavṛtran sádanād ṛtásyâd / íd ghṛténa pṛthivî vy ùdyate
48.  dvâdaśa pradháyaś cakrám ékaṃ / trîṇi nábhyāni ká u tác ciketa
 tásmin sākáṃ triśatâ ná śaṅkávo / 'rpitâḥ ṣaṣṭír ná calācalâsaḥ
"Bóng tối bỗng bao trùm: những con chim màu vàng; trên đường lên thiên đàng chúng bay sà dưới nước.
Một lần nữa chỗ từ ngồi của Đấng Tối cao chúng rơi xuống, và toàn bộ mặt đất ướt sũng với thân hình đồ sộ của chúng."
"Mười hai vành bánh xe, và chỉ có duy nhất một bánh xe; ba trục bánh xe. Ngươi có hiểu rõ chưa?
Cùng nhau kết thành ba trăm sáu mươi nan hoa, mà tuyệt nhiên đều có thể được nới lỏng." (Griffith "dịch")
Swami Dayananda Saraswati giải thích những câu thơ này có nghĩa là:
"nhảy vào không gian một cách nhanh chóng với một con tàu dùng lửa và nước... chứa tới mười hai stamghas (trụ đá), một bánh xe, ba cỗ máy, 300 cột trụ và 60 thiết bị."
dù nhiều khả năng 12 vành bánh xe là 12 tháng trong một năm, và 360 nan hoa là những ngày (thực ra là 365) trong một năm.

## Sử thi Hindu

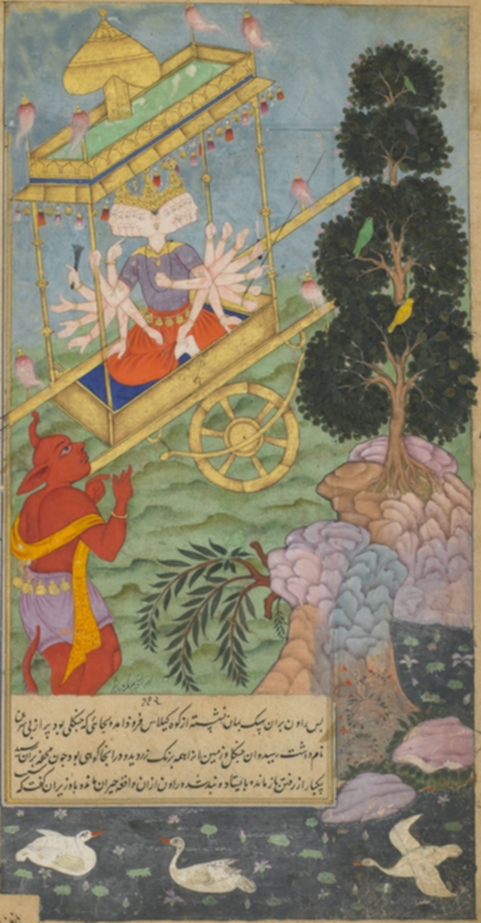
Ravana lái chiếc Vimana của ông, Pushpaka.

### Ramayana
Trong sử thi Ramayana, pushpaka ("chùm hoa") vimana của Ravana được mô tả như sau:
"Pushpaka Vimana giống như Mặt Trời và thuộc về anh tôi được Ravana kiêu hùng mang đến đây; rằng Vimana trên không và tuyệt vời này sẽ đi khắp mọi nơi theo ý muốn... cỗ chiến xa đó giống như một đám mây sáng trên bầu trời... và đức Vua [Rama] bước vào, và cỗ chiến xa tuyệt vời theo lệnh của Raghira, đã vọt lên bầu khí quyển cao hơn.'"
Đây là vimana bay đầu tiên được đề cập trong các bản văn Hindu hiện có (khác biệt với những cỗ chiến xa bay có ngựa kéo của các vị thần). Pushpaka ban đầu được Vishwakarma làm cho Brahma, vị thần sáng tạo của Hindu giáo; về sau Brahma giao lại cho Kubera, vị thần của sự giàu sang; nhưng sau đó nó đã bị đánh cắp, cùng với Lanka, bởi người anh cùng cha khác mẹ, vua Ravana.

## Văn học Jain
Vimāna-vāsin ('người ở trong vimāna') là một tầng lớp của các vị thần phụng sự tīrthaṃkara Mahā-vīra. Những vị thần Vaimānika này sống trong cõi trời Ūrdhva Loka.
Theo quyển Kalpa Sūtra của Bhadra-bāhu, tīrthaṃkara Mahā-vīra thứ 24 tự mình hiện ra khỏi vimāna Puṣpa-uttara vĩ đại; trong khi tīrthaṃkara Ariṣṭa-nemi thứ 22 hiện ra khỏi vimāna Aparijita vĩ đại.
cả tīrthaṃkara-s Abhinandana (thứ 4) và Sumati-nātha (thứ 5) đều đi xuyên bầu trời trong "Jayanta-vimāna", cụ thể là vimāna Sarva-artha-siddhi vĩ đại, dưới quyền sở hữu của các vị thần Jayanta; trong lúc tīrthaṃkara Dharma-nātha (thứ 15) đi xuyên bầu trời trong "Vijaya-vimāna". Một vimāna có thể được nhìn thấy trong giấc mơ, chẳng hạn như nalinī-gulma.

## Vaimānika Shāstra

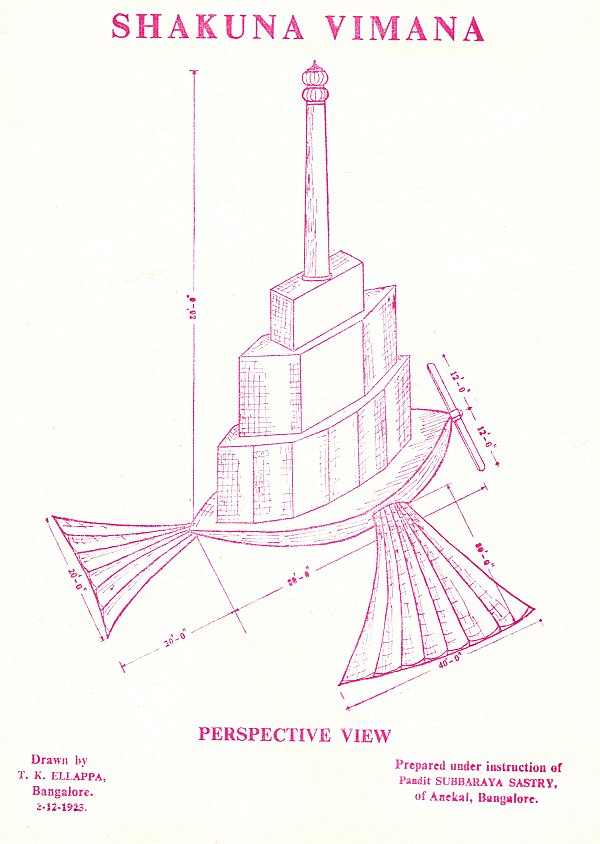
Một tranh minh họa về Shakuna Vimana được cho là bay như một con chim có cánh và đuôi bằng bảng lề.

Vaimānika Shāstra là một văn bản tiếng Phạn đầu thế kỷ 20 viết về hàng không, được cho là có được từ việc thông linh. Nó viết về việc chế tạo vimāna, cỗ "chiến xa của các vị thần". Sự tồn tại của văn bản này do chính G. R. Josyer tiết lộ vào năm 1952, mà theo ông tác giả của nó là Pandit Subbaraya Shastry, đã đọc cho người ta viết vào các năm 1918–1923. Bản dịch tiếng Hindi được xuất bản năm 1959, bản dịch tiếng Phạn với bản dịch tiếng Anh năm 1973. Tài liệu này có tới 3000 shloka trong 8 chương. Subbaraya Shastry cho rằng nội dung này do Maharishi Bharadvaja đã đọc cho ông chép lại. Một nghiên cứu của giới kỹ sư hàng không và cơ khí tại Viện Khoa học Ấn Độ, Bangalore năm 1974 kết luận rằng chiếc máy bay được mô tả trong văn bản này là "sự bịa đặt nghèo nàn" và cho thấy tác giả hoàn toàn thiếu hiểu biết về ngành hàng không.

## Ảnh hưởng văn hóa
Vimanas đã xuất hiện trong sách báo, phim ảnh, internet và trò chơi điện tử bao gồm:
- Biman Bangladesh Airlines được đặt theo tên Vimana.
- Vimana là một arcade game của hãng Toaplan được đặt theo tên con tàu của người chơi trong game.
- Trong Noctis, một tựa game khai phá vũ trụ, một hệ thống đẩy liên sao gọi là "Vimana Drive" được sử dụng trong game.
- Nhà sản xuất dòng nhạc Trance Ảo giác Etnica đã phát hành Vimana vào năm 1997 với các mẫu nhạc được lấy từ bộ phim Roswell, bao gồm những gì liên quan đến UFO và các sinh vật ngoài hành tinh.
- Trong Fate/Zero, Gilgamesh có một cái vimana trong cánh Cổng Babylon của anh ta.
- Trong The Objective, Lực lượng Đặc biệt Mỹ ODA tìm kiếm vimana ở Afghanistan
- Trong game Deep Labyrinth, mê cung này được những người canh gác gọi là Vimana.
- Michael Scott (nhà văn Ireland) đã viết cuốn Những bí mật của Nicholas Flamel Bất tử, một loạt truyện kỳ ảo bao gồm các vimana bay trong những cuốn sau này.
- Trong Magic Strikes, cuốn tiểu thuyết thứ ba thuộc thể loại kỳ ảo đô thị của dòng truyện Kate Daniels của Ilona Andrews, đỉnh cao của cuốn tiểu thuyết diễn ra trên Pushpaka Vimana.
- The Emperor's Riddles, cuốn tiểu thuyết Ấn Độ thuộc thể loại giật gân kỳ bí năm 2014 của Satyarth Nayak khám phá ra Vimana của Ấn Độ cổ đại.
- Trong bộ phim Children Who Chase Lost Voices các loại tàu bay lớn được gọi là Shakuna Vimana.
- Trong tựa game PC La-Mulana, Vimana là con trùm phụ của Tower of The Goddess
- Chương trình TV Ancient Aliens thường nêu giả thuyết rằng Vimana trong các văn bản Ấn Độ cổ đại được mô tả thành phi thuyền ngoài hành tinh.